# Veslování na Letních olympijských hrách 1948
Veslování na Letních olympijských hrách 1948 v Londýně.

## Medailisté

### Muži
| Disciplína              | Zlato | Stříbro | Bronz |
| Skif                    | Mervyn Wood · Austrálie (AUS) | Eduardo Risso · Uruguay (URU) | Romolo Catasta · Itálie (ITA) |
| Dvojskif                | Velká Británie (GBR) · Dickie Burnell · Bert Bushnell | Dánsko (DEN) · Ebbe Parsner · Aage Larsen | Uruguay (URU) · William Jones · Juan Rodríguez |
| Dvojka bez kormidelníka | Velká Británie (GBR) · Jack Wilson · Ran Laurie | Švýcarsko (SUI) · Hans Kalt · Josef Kalt | Itálie (ITA) · Felice Fanetti · Bruno Boni |
| Dvojka s kormidelníkem  | Dánsko (DEN) · Finn Pedersen · Tage Henriksen · Carl-Ebbe Andersen                                                                                                | Itálie (ITA) · Giovanni Steffè · Aldo Tarlao · Alberto Radi | Maďarsko (HUN) · Antal Szendey · Béla Zsitnik · Róbert Zimonyi |
| Čtyřka bez kormidelníka | Itálie (ITA) · Giuseppe Moioli · Elio Morille · Giovanni Invernizzi · Francesco Faggi                                                                             | Dánsko (DEN) · Helge Halkjær · Aksel Bonde Hansen · Helge Muxoll Schrøder · Ib Storm Larsen                                                                                | Spojené státy americké (USA) · Fred Kingsbury · Stu Griffing · Greg Gates · Robert Perew                                                                               |
| Čtyřka s kormidelníkem  | Spojené státy americké (USA) · Warren Westlund · Bob Martin · Bob Will · Gordy Giovanelli · Allan Morgan                                                          | Švýcarsko (SUI) · Rudolf Reichling · Erich Schriever · Émile Knecht · Pierre Stebler · André Moccand                                                                       | Dánsko (DEN) · Erik Larsen · Børge Raahauge Nielsen · Henry Larsen · Harry Knudsen · Ib Olsen                                                                          |
| Osmiveslice             | Spojené státy americké (USA) · Ian Turner · David Turner · James Hardy · George Ahlgren · Lloyd Butler · David Brown · Justus Smith · John Stack · Ralph Purchase | Velká Británie (GBR) · Christopher Barton · Michael Lapage · Guy Richardson · Ernest Bircher · Paul Massey · Charles Lloyd · John Meyrick · Alfred Mellows · Jack Dearlove | Norsko (NOR) · Kristoffer Lepsøe · Thorstein Kråkenes · Hans Hansen · Halfdan Gran Olsen · Harald Kråkenes · Leif Næss · Thor Pedersen · Carl Monssen · Sigurd Monssen |

## Přehled medailí
| Pořadí | Země                         | Zlato | Stříbro | Bronz | Celkově |
| ------ | ---------------------------- | ----- | ------- | ----- | ------- |
| 1      | Velká Británie (GBR)         | 2     | 1       | 0     | 3       |
| 2      | Spojené státy americké (USA) | 2     | 0       | 1     | 3       |
| 3      | Dánsko (DEN)                 | 1     | 2       | 1     | 4       |
| 4      | Itálie (ITA)                 | 1     | 1       | 2     | 4       |
| 5      | Austrálie (AUS)              | 1     | 0       | 0     | 1       |
| 6      | Švýcarsko (SUI)              | 0     | 2       | 0     | 2       |
| 7      | Uruguay (URU)                | 0     | 1       | 1     | 2       |
| 8      | Maďarsko (HUN)               | 0     | 0       | 1     | 1       |
| 8      | Norsko (NOR)                 | 0     | 0       | 1     | 1       |
| Celkem | Celkem                       | 7     | 7       | 7     | 21      |